# Musée du Clockarium
Le musée du Clockarium, ou musée de l'Horloge en Faïence, est un musée bruxellois de la commune de Schaerbeek.
Il se consacre aux horloges de cheminée en faïence qui apparurent au début du XXe siècle et devinrent durant l'entre-deux-guerres une mode incontournable dans les maisons modestes de Belgique et du Nord de la France.
Ce musée expose plus de mille de ces garnitures de cheminée dans une belle maison art déco construite en 1935 par l'architecte Gustave Bossuyt,.

## Modalités pratiques
Ce site est desservi par la station de prémétro Diamant.
- Adresse: boulevard Auguste Reyers, 163 à 1030 Bruxelles.
- Horaires: visite guidée les deuxièmes dimanches du mois à 15h05 sauf exceptions[4], ou visite privée sur rendez-vous[5]
- Accès : bus 12, 21, 28, 29, 79 et tram 7 et 25 : arrêt Diamant